# Neurophyseta sogalalis
Neurophyseta sogalalis là một loài bướm đêm trong họ Crambidae.